# Обикновена вишна
Обикновената вишна (Prunus cerasus) е вид дървесно растение от подрод Cerasus (Череша), род Сливи. Плодовете също се наричат вишни и са подобни на черешите, но с по-кисел вкус.

## Описание
Дървото е по-малко от черешата (с височина от 4 до 10 m) и има силно разклонени клони.
Листата са тъмнозелени отгоре и достигат на дължина до 8 cm.
Вишната цъфти и узрява доста рано – цъфтежът ѝ е през април-май с множество бели цветове още преди появата на листата. Цветовете са скупчени в съцветия сенници.
Плодовете са сладко-кисели със сферична форма и костилка с диаметър до 10 mm.

## Отглеждане
Вишната е много светлолюбиво растение. Най-добре вишните виреят на черна угар. Там те намират вещества необходими им за растеж и плододаване. Не понасят засети с трева почви, тъй като нивото на кислород в почвата пада и това влияе на плододаването и здравето на дръвчето.

## Произход
Смята се, че вишната се е зародила като естествен хибрид между черешата (Prunus avium) и храстовидната вишна (Prunus fruticosa). P. avium има диплоиден геном, докато P. fruticosa има тетраплоиден. Хибридизацията е станала чрез сливането на нормална гамета (редуцирана до два хромозомни набора) на P. fruticosa с нередуцирана гамета (с два набора) на P. avium. Така се е получил тетраплоидния геном на обикновената вишна.

## Сортове
Вишната е култивирана и има създадени повече от 300 сорта. Те се разделят на две основни групи – морели и аморели. Морелите имат кисел вкус и ярко червено месо, докато аморелите са слабо кисели и с по-бледо месо.
Някои по-известни сортове са:
- Нефрис
- Дряновска ранна
- Метеор
- Татарица
- Пищиговска вишна
- Ранна вишна
- Облачинска вишна
- Ботевградска вишна

## Употреба

### Кулинарна
Вишневият плод се използва широко в сладкарската и консервната промишленост за приготвяне на компоти, желета, конфитюри, ликьори, сладкиши и т.н.

### Медицинска
Поради високото съдържание на плодови киселини във вишните, те се препоръчват при заболявания на черния дроб, анемия, бъбречни заболявания и др.

### Декоративна
Вишната се отглежда и като декоративен вид заради красивия цъфтеж от множество бели цветове.

## Други
На вишната е наречена улица „Вишнева“ в квартал „Лозенец“ в София (Карта).